# ActCAD
ActCAD — сімейство програмного забезпечення САПР (CAD) для операційних систем Microsoft, призначене для відкриття, редагування та створення та друку файлів DWG, DXF та DGN; сумісний з більшістю версій AutoCAD.
Виробником програмного забезпечення ActCAD є ActCAD LLC USA, який належить до консорціуму ITC (Intellicad Technology Consortium). У своїх рішеннях, крім двигуна IntelliCAD, програми сімейства ActCAD також використовують інструменти програмування ACIS (3DS) та бібліотеки Відкритого дизайну Альянсу (ODA).
Продукція ActCAD LLC США [Архівовано 11 серпня 2020 у Wayback Machine.] широко використовується в технічній та інженерній галузях, серед інших архітекторами, конструкторами, дизайнерами різних галузей промисловості, такими як: електроніка, водопровідні та каналізаційні сантехніки, механіка, кондиціонер або геодезисти та багато інших через те, що існує велика кількість спеціалізованих «накладок», що працюють з продуктами на основі рішень IntelliCAD.
ActCAD як програмне забезпечення, засноване на рішеннях консорціуму Intellicad Technology, має відкриту архітектуру, багато зовнішніх компаній налаштували власні накладки. Є 15 мовних версій ActCAD. Розробляється українська версія. Доступна російськомовна версія. 
Програмне забезпечення ActCAD також доступне англійською, спрощеною китайською, традиційною китайською, чеською, французькою, іспанською, голландською, японською, корейською, німецькою, польською, португальською, російською, сербською, турецькою, італійською.
Комерційне програмне забезпечення ActCAD - це платформа для автоматизованого проектування, розроблена компанією ActCAD LLC США. Сімейство додатків ActCAD - це "повністю професійна платформа, яка використовує 2D/3D/BIM DWG САПР як власний формат файлу, який постачається з додатковими додатками, бібліотеками та послугами з надзвичайно низькими витратами".
Інтерфейс користувача моделюється на рішеннях, що використовуються в AutoCAD, включаючи меню, плаваючі панелі інструментів, сучасний синтаксис командної стрічки та командного рядка, підтримку сценаріїв AutoLISP та VBA.

## Версії програмного забезпечення ActCAD
ActCAD доступний у трьох версіях продуктів з 2016 року.
- Professional, що містить багато вдосконалень, таких як додаткові графічні перетворювачі та файли DXF / DWG / DGN, імпорт PDF, обробка таблиць, обробка блоками

   динамічне, тривимірне 3D-моделювання, фотореалістичне відображення за допомогою інструменту Artisan Renderer та друк у PDF-файли.
- Standard, який був позбавлений деяких сторонніх доповнень щодо Професійної версії і не дозволяє редагувати тверді речовини. Останньою версією лінійки Standard став ActCAD 2019 Standard, замінений новим продуктом TrueCAD 2019 Premium.

- Classic, яка базується на одному із старих двигунів Intellicad і завдяки малим вимогам розрахована на більш слабкі конфігурації ПК. Ця версія працює як єдина на комп'ютерах з Windows XP. Що стосується функціональності, це проміжний продукт між версіями Standard та Professional.

## Розробка та зміни ActCAD
ActCAD почав впроваджувати технологію двигуна IntelliCAD з версії двигуна Intellicad 8, тобто 8.0A, 8.1B, 8.2A, а потім двигун Intellicad 8.3A, 8.4 і 8.4A, 8.4B був представлений у наступних продуктах. В останніх продуктах ActCAD LLC, США, вона перейшла безпосередньо від версії 8.4B до IntelliCAD 9.1 без версії IntelliCAD 9.0.
Остання версія двигуна IntelliCAD - версія 9.2А, випущена в липні 2019 року.
14 жовтня 2020 року ActCAD LLC США представив двигун Intellicad 9.2 в ActCAD 2020 Professional, а потім на наступні версії.
Продукт ActCAD 2020 Standard, заснований на двигунах Intellicad 9.2, а потім 9.2A, також був відновлений.
17 жовтня 2020 року був випущений новий продукт ActCAD 2020 BIM, який підтримує файли, створені в AutoCAD® Revit®.
Програмне забезпечення ActCAD в даний час використовує технологію прискорення графіки OpenGL.
На даний момент не підтримується апаратне прискорення DirectX.

## Версії розробки програмного забезпечення ActCAD
- ActCAD 2015 Standard - на основі двигуна IntelliCAD 8.0A, доступного для Windows XP / Vista / 7/8 / 8.1 у 32-бітовій версії
- ActCAD 2015 Professional - на основі двигуна IntelliCAD 8.0A, доступного для Windows XP / Vista / 7/8 / 8.1 у 32-бітовій версії
- ActCAD 2016 Standard - на основі двигуна IntelliCAD 8.1B, доступного для Windows XP / Vista / 7/8 / 8.1, версія 32 / 64bit
- ActCAD 2016 Professional - на основі двигуна IntelliCAD 8.1B, доступного для Windows XP / Vista / 7/8 / 8.1 у версії 32/64 біт
- ActCAD 2017 Classic - заснований на двигуні IntelliCAD 8.0A, доступному для Windows XP, 32-бітної версії
- ActCAD 2017 Standard - на основі двигуна IntelliCAD 8.2A, доступного для Windows Vista / 7/8 / 8.1 у версії 32/64 біт
- ActCAD 2017 Professional - на основі двигуна IntelliCAD 8.2A, доступного для Windows Vista / 7/8 / 8.1 у версії 32/64 біт
- ActCAD 2018 Standard - на основі двигуна IntelliCAD 8.3A, доступного для Windows Vista / 7/8 / 8.1 / 10 у версії 32/64 біт
- ActCAD 2018 Professional - на основі двигуна IntelliCAD 8.3A, доступного для Windows Vista / 7/8 / 8.1 / 10 у версії 32/64 біт
- ActCAD 2019 Standard - на основі двигуна IntelliCAD 8.4B, доступного для Windows Vista / 7/8 / 8.1 / 10 у версії 32/64 біт
- ActCAD 2019 Professional - на основі двигуна IntelliCAD 8.4B, доступного для Windows Vista / 7/8 / 8.1 / 10 у версії 32/64 біт
- ActCAD 2020 Standard - на основі двигуна IntelliCAD 9.2, доступного для Windows Vista / 7/8 / 8.1 / 10 у версії 32/64 біт
- ActCAD 2020 Professional - на основі двигуна IntelliCAD 9.2, доступного для Windows Vista / 7/8 / 8.1 / 10 у версії 32/64 біт
- ActCAD 2020 BIM - на основі двигуна IntelliCAD 9.2, доступного для Windows Vista / 7/8 / 8.1 / 10 у версії 32/64 біт

## Підтримувані платформи
Вимоги до апаратних засобів останньої версії:
Операційна система:
- Microsoft® Windows® Vista (32-розрядні та 64-бітні) або
- Microsoft® Windows® 7 (32-розрядна та 64-бітна) або
- Microsoft® Windows® 8 / 8.1 (32-розрядні та 64-бітні) або
- Microsoft® Windows® 10 (32-розрядні та 64-розрядні)

процесор:
Мінімум: 2 ГГц Двоядерний або новіший
Рекомендовано: принаймні 3 ГГц i3 або новіші
Оперативна пам’ять:
Мінімум: не менше 2 Гб
Рекомендовано: 4 Гб
Можна запустити програму на емуляторах, таких як Microsoft Virtual PC, VirtualBox або Wine.

## Доступні накладки
Програмне забезпечення ActCAD працює з багатьма галузевими накладками, включаючи накладки CADprofi, геодезичні накладки CubicOrb [Архівовано 26 вересня 2020 у Wayback Machine.] (раніше Geox) та геодезичні накладки TojoCAD.

## Зовнішні посилання
- ActCAD LLC USA [Архівовано 11 серпня 2020 у Wayback Machine.]
- ActCAD Polska [Архівовано 28 вересня 2020 у Wayback Machine.] - Україномовний вебсайт польського дистриб'ютора.
- IntelliCAD [Архівовано 11 грудня 2019 у Wayback Machine.]
- Open Design Alliance [Архівовано 25 квітня 2020 у Wayback Machine.]
- TrueCAD [Архівовано 7 квітня 2022 у Wayback Machine.]
- TrueCAD Polska [Архівовано 4 грудня 2020 у Wayback Machine.]  - Україномовний вебсайт польського дистриб'ютора.